# Eve Balfour

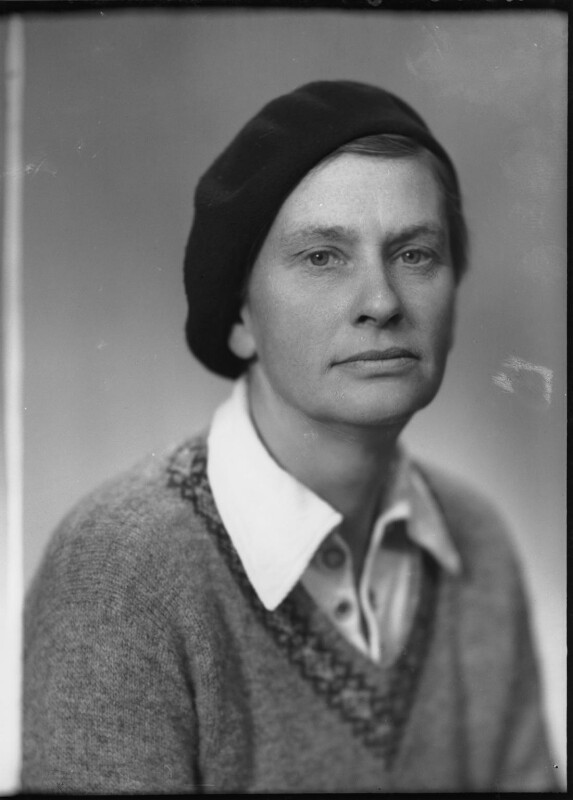
Eve Balfour door Elliott & Fry, fotografische plaat, fotonegatief, 1943, National Portrait Gallery - London

Evelyn Barbara Balfour, (16 juli 1898 - 16 januari 1990) was een Britse boer en leraar. Ze was pionier op het gebied van biologische landbouw. Balfour was een van de grondleggers van de biologische beweging.  

## Leven en werk
Eve Balfour werd geboren in een van de belangrijkste politieke families van begin 1900. Haar grootvader was Gouverneur-generaal van Brits-Indië. Haar oom Arthur James Balfour was de opsteller van de Balfour verklaring. Haar vader was minister van Ierland. Ze was een van de eerste vrouwen die afstudeerde aan een landbouwhogeschool.
In 1919 kochten zij en haar zus Mary een boerderij in Haughley (Suffolk, Engeland) met behulp van erfenistrust. Daar lanceerde Balfour in 1939 het Haughley-experiment, de eerste langdurige, wetenschappelijke vergelijking van biologische en op chemicaliën gebaseerde landbouw. Ze begon twee boerderijen, een biologische en een met chemische middelen. Daardoor werden verschillende velden met biologische landbouw en geïntensiveerde landbouw met gebruik van chemicaliën met elkaar vergeleken. Op de boerderij werkte ze samen met Beryll Hearnden, met wie ze samen detectiveromans schreef om de boerderij en het Haughley experiment te financieren.
Over het Haughley experiment publiceerde Balfour in 1943 het boek The living soil. The living soil wordt gezien als een van de standaardwerken over biologische landbouw en staat aan de basis van deze beweging.
In 1946 richtte Balfour de Soil Association op, een internationale organisatie die duurzame landbouw promoot, en werd een van de belangrijkste voorstanders van biologische landbouw. Het in 1972 in Nederland opgerichte De Kleine Aarde was geïnspireerd op haar werk.

## Priveleven
Eve Balfour woonde 50 jaar met Kathleen Carnley. Carnley kwam in de jaren dertig bij Balfour in Haughley wonen en was een melkveehouder. Nadat de grote boerderij was verhuurd, woonden ze in een huisje in Haughley.

## Publicaties
| Jaar | Titel           | Uitgever      | ISBN               |
| ---- | --------------- | ------------- | ------------------ |
| 1943 | The living soil | Faber & Faber | ISBN 9781904665083 |